# Wen dürfen wir essen?
Wen dürfen wir essen? ist eine fünfteilige Dokumentar-Serie auf Arte, die aus unterschiedlichen Perspektiven auf das widersprüchliche Verhältnis zwischen Mensch und Tier blickt.

## Inhalt

### Folge 1 – Der Status Quo
Die erste Folge blickt auf die Gegenwart der konventionellen Tierhaltung: Landwirt Dirk Nienhaus gestattet einen Blick hinter die Kulissen einer Schweinemastanlage. Es wird deutlich, dass Massentierhaltung und billiges Fleisch zwei Seiten derselben Medaille sind. Tierschutzaktivist Friedrich Mülln fahndet mit der SOKO Tierschutz auf nächtlichen Einsätzen heimlich nach Tierschutzverstößen, um skandalöse Zustände an die Öffentlichkeit zu bringen. Kuhbäuerin Anja Hradetzky sucht nach einem Weg, Tierwohl und Nutztierhaltung zu vereinen – und stößt an wirtschaftliche Grenzen.

### Folge 2 – Natürlich, notwendig, normal
Teil 2 widmet sich den kulturellen und psychologischen Wurzeln des Fleischkonsums. Die Psychologin Melanie Joy erklärt, warum sie überzeugt ist, dass wir alle einer unsichtbaren Ideologie anhängen. Der Kulturhistoriker Ilja Steffelbauer verfolgt die Geschichte des Fleisches von den Anfängen der Menschheit bis in die Gegenwart. Und der Ernährungswissenschaftler Niko Rittenau geht aus wissenschaftlicher Sicht der Frage nach, wie notwendig der Konsum von Fleisch tatsächlich ist.

### Folge 3 – Tiere wie wir
Teil 3 hinterfragt die ethischen Grundlagen unseres Fleischkonsums und findet dabei überraschende Antworten. Peter Singer, der philosophische Vater der modernen Tierrechtsbewegung, legt aus utilitaristischer Sicht dar, warum wir Tiere genauso in unsere Überlegungen einbeziehen müssen wie Menschen. Juraprofessor Gary Francione erläutert aus deontologischer Perspektive, warum Tiere Rechte brauchen. Tierwohlforscherin Sara Hintze erforscht die Emotionen von Nutztieren und Evolutionsbiologe Jon Mallatt versucht die Grenze zwischen bewusstem und unbewusstem Leben zu bestimmen. Schließlich kommt mit Dan Shahar einer der wenigen Philosophen zu Wort, die den Fleischkonsum ethisch verteidigen. Dabei redet er nicht schön, was in der Tierhaltung passiert, sondern stellt uns die Frage, welche moralischen Ansprüche wir an uns selbst stellen wollen.

### Folge 4 – Fleisch aus dem Labor
Teil 4  beschäftigt sich mit der Welt der Fleischersatzprodukte. Cynthia Rosenzweig, Klimaforscherin bei der NASA erklärt die Zusammenhänge zwischen Konsum tierischer Produkte und der Klimakrise. Das 1,5 Grad Ziel ist unerreichbar, erfahren wir, wenn sich unsere Ernährung nicht radikal ändert. Auf der ganzen Welt wird deshalb an überzeugenden Fleischalternativen geforscht. Die Folge wirft einen Blick hinter die Kulissen dieser Industrie, von der Rügenwalder Mühle bis hin zum Start-Up Future Meat, das mit Millionen Dollar Investment echtes Fleisch im Labor produziert.

### Folge 5 – Das Ende des Fleischzeitalters
Teil 5 schließlich betrachtet verschiedene Formen von Aktivismus. Friederike Schmitz führt Workshops mit Schulklassen durch, bei denen die Kinder erfahren, wie Tiere in der Landwirtschaft leben. Friedrich Mülln deckt Skandale in der Landwirtschaft auf und will erreichen, dass die Menschen sich von tierischen Produkten abwenden. Tobias Leenaert, effektiver Altruist und Gründer von ProVeg International, ist überzeugt, dass die vegane Bewegung mit Argumenten allein nicht weiterkommt, sondern neue, pragmatischere, Wege gehen muss.

## Podcast und Radiofassung
Parallel zur Fernsehfassung entstanden eine gleichnamige rund vierstündige Podcast-Fassung für die ARD Audiothek und das ARD Radiofeature „Fleisch ohne Tier“.

## Rezeption
Beim Prix Europa 2022 wurde die Serie als beste europäische Dokumentar-Serie ausgezeichnet. 2023 erhielt sie zudem den Hoimar-von-Ditfurth-Preis für herausragende journalistische Leistungen zum Thema Ökologie und war eine der zehn "Geschichten des Jahres" beim Stern-Preis 2023. Zuletzt wurde sie beim Filmfestival Naturvision 2023 mit dem Preis der Jugendjury sowie dem Sonderpreis Transformation ausgezeichnet.